# Балін (Рипінський повіт)
Балін (пол. Balin, нім. Rübenfeld) — село в Польщі, у гміні Рипін Рипінського повіту Куявсько-Поморського воєводства.
Населення — 442 особи (2011).
У 1975-1998 роках село належало до Влоцлавського воєводства.

## Демографія
Демографічна структура станом на 31 березня 2011 року:
|          | Загалом | Допрацездатний вік | Працездатний вік | Постпрацездатний вік |
| -------- | ------- | ------------------ | ---------------- | -------------------- |
| Чоловіки | 233     | 50                 | 160              | 23                   |
| Жінки    | 209     | 39                 | 121              | 49                   |
| Разом    | 442     | 89                 | 281              | 72                   |